# Nederland, die heeft de bal
Nederland, die heeft de bal is een gelegenheidssingle, tevens carnavalskraker van André van Duin. Het lied werd geschreven ter begeleiding van het Nederlands voetbalelftal naar het Europees kampioenschap voetbal 1980. De B-kant, We gaan naar Rome toe, met het absurde  refrein "hi-ha honderiem" (vanwege het rijm), was eveneens een gelegenheidsnummer voor dit kampioenschap.

## Achtergrond
De melodie van het lied werd ontleend aan het Duitse Nun ade, du mein lieb Heimatland, eerder gezongen door onder andere Heintje en Heino, op een tekst van August Disselhoff.  André van Duin nam in januari 1980 zowel de A- als B-kant van de single op met spelers van het Nederlands elftal, zoals dat toen bekend was: Pim Doesburg, Simon Tahamata, Dick Nanninga, Kees Kist, Michel van de Korput, Tsjeu La Ling, John Metgod, Jan Peters, Hugo Hovenkamp, Ben Wijnstekers en Wim Jansen. Ook coach Rob Baan zong mee.
De single eindigde hoog in de Nederlandse hitlijsten, met een nummer 1-notering in de Nationale Hitparade. Het EK van 1980 liep echter niet goed af voor Nederland; de nationale ploeg kwam niet verder dan de groepsrondes. Dat in tegenstelling tot de tekst van genoemd lied, alhoewel dat eindigde met de profetische zin "Als jullie net zo voetballen als je zingt kunnen we het wel vergeten...". Opvallend is dat de single ook de Belgische hitparades bereikte; België nam namelijk zelf ook deel aan dat Europees Kampioenschap en haalde zelfs de finale.
Wolter Kroes coverde het lied voor het Wereldkampioenschap voetbal 2014. De single werd geen hit; het resultaat van het voetbalelftal was een derde plaats.

## Hitnotering

### Nederlandse Top 40
| Positie: | 24 | 8 | 4 | 3 | 2 | 2 | 7 | 17 | uit |

### NederlandseNationale Hitparade
| Positie: | 35 | 1 | 1 | 1 | 1 | 2 | 10 | 30 | 48 | uit |

### BelgischeBRT Top 30
| Positie: | 28 | - | 28 | - | 28 | uit |

### VlaamseUltratop 30
| Positie: | 21 | 19 | 19 | 26 | uit |